# 辻堂海浜公園
辻堂海浜公園（つじどうかいひんこうえん）は、神奈川県藤沢市辻堂西海岸にある、神奈川県立の都市公園（総合公園）。かながわの公園50選に選ばれている。

## 沿革
在日米海軍辻堂演習場跡地に作られた。
- 1971年（昭和46年）3月7日 - 開園式を挙行
- 1971年（昭和46年）4月1日 - 公園を設置
- 1999年（平成11年）- 全面改修

## 主要施設
- ジャンボプール（有料）
- ジョギング・コース（無料）
ジョギング用コースがある。パークラン（5km）は毎土曜日朝8時に「サザンセイル」モニュメントでスタート[2]。
- 交通展示館（有料） - 模型展示、体感施設。
  - 小田急2400形電車の台車が保存されている。
  - シミュレーターは国鉄211系電車のものを使用している。
- 交通公園
  - スカイサイクル（有料） - 相模湾アーバンリゾート・フェスティバル1990の鵠沼海岸会場に設けたものを移設した。
  - 自転車・ゴーカート（無料）
  - 人の形が鉄腕アトムの歩行者用信号機が設置されている[3]。
  - 小田急2600形電車（クハ2658）が静態保存されている。かつてはデハ2218、1985年以前は横浜市電1201が静態保存されていた。
- 駐車場 - 782台（有料）

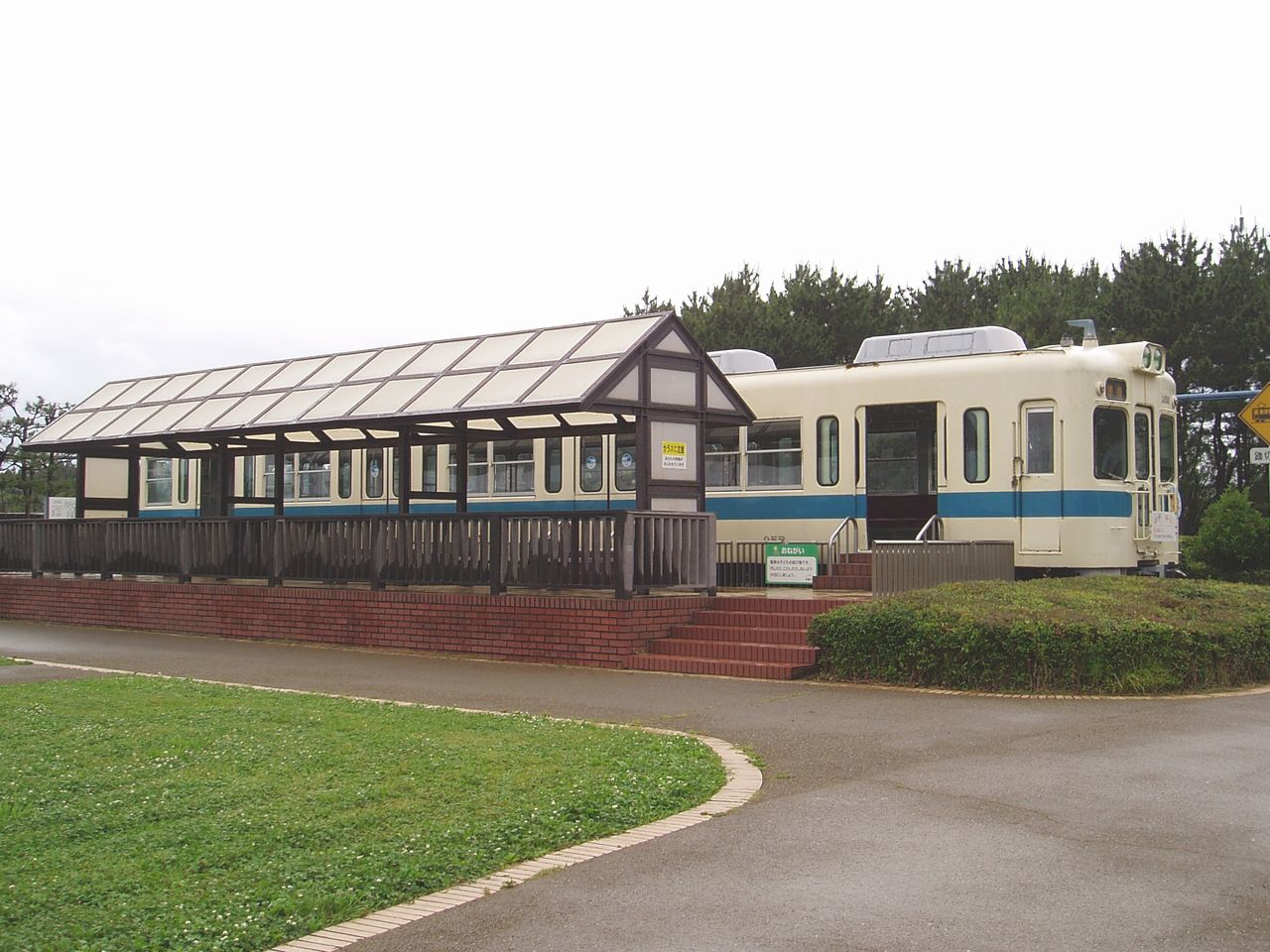
保存しているクハ2658
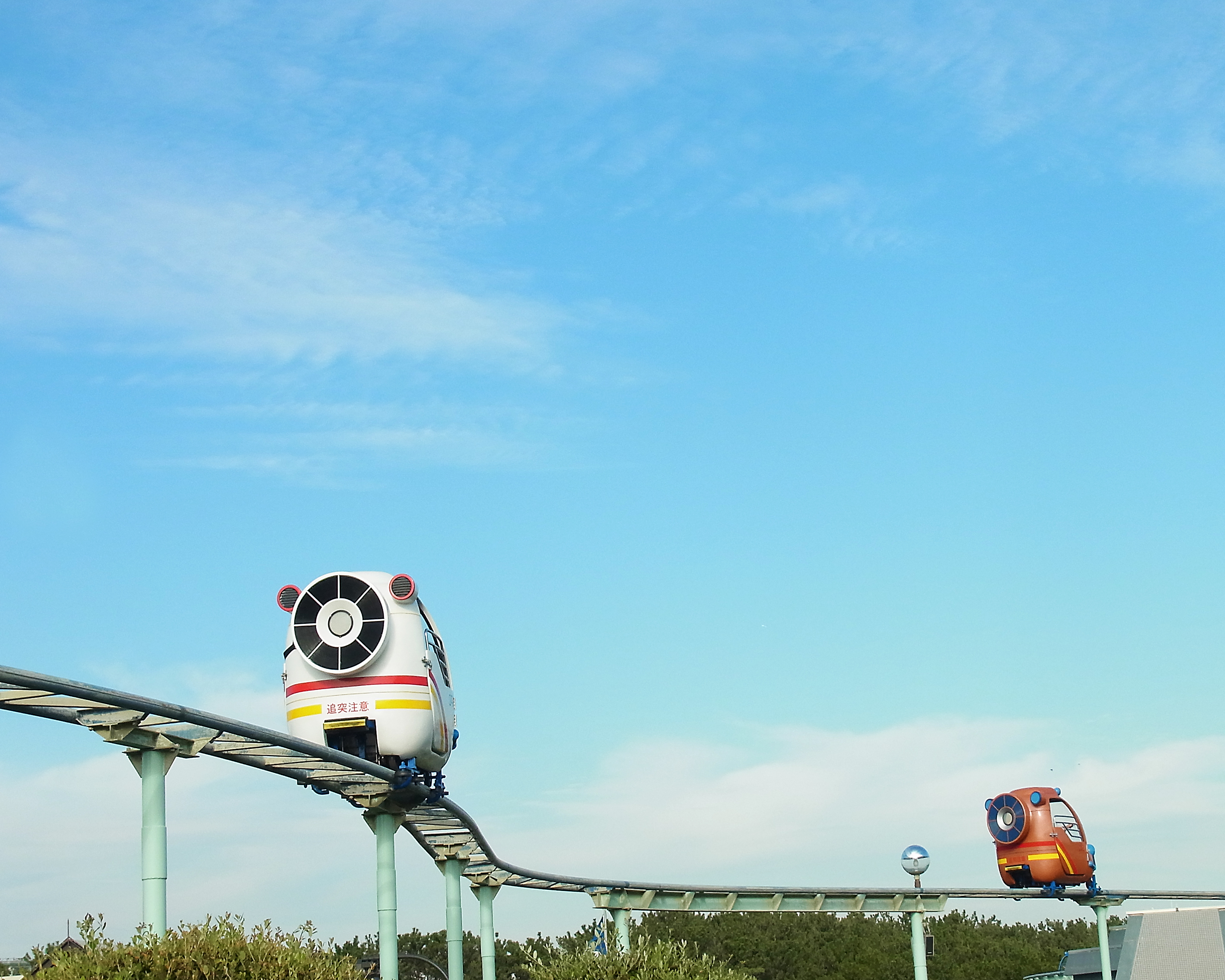
スカイサイクル

## アクセス
- 東海道線(上野東京ライン・湘南新宿ライン)辻堂駅南口から<辻03>「高砂・辻堂西海岸経由辻堂団地行」のバスにて「辻堂海浜公園入口」下車
- 辻堂駅南口から「湘洋中学校経由鵠沼車庫行」のバスにて「辻堂海浜公園前」下車